# Criterio de Eisenstein
En matemáticas, el criterio de Eisenstein proporciona una condición suficiente para que un polinomio sea irreducible sobre el conjunto de los números racionales. Su nombre se debe al matemático alemán Ferdinand Eisenstein.
Si tenemos el siguiente polinomio con coeficientes enteros:
{\displaystyle p(x)=a_{n}x^{n}+a_{n-1}x^{n-1}+\cdots +a_{1}x+a_{0}}
y un número primo {\displaystyle p} tal que
- {\displaystyle p} divide a todo {\displaystyle a_{i}} para {\displaystyle i\neq n}.
- {\displaystyle p} no divide a {\displaystyle a_{n}}
- {\displaystyle p^{2}} no divide a {\displaystyle a_{0}}

entonces {\displaystyle p(x)} es irreducible sobre {\displaystyle \mathbb {Q} [x]}.

## Ejemplos
Considérese {\displaystyle g(x)=3x^{2}+15x+10}.
Probaremos los siguientes primos {\displaystyle p}.
- p = 2

2 no divide a 15, entonces no probaremos.
- p = 3

3 no divide a 10, entonces no probaremos.
- p = 5

5 divide a 15, el coeficiente de x, y a 10, el término constante. Además, 5 no divide a 3, el primer coeficiente; y 25 = 52 no divide a 10. Concluiremos, por lo tanto, que g(x) es irreducible.
En algunos casos, la elección del primo puede ser poco clara, pero puede llegar a revelarse por un cambio de variable y = x + a. Por ejemplo, consideremos h(x) = x2 + x + 2. Es aparentemente difícil, ya que ningún primo divide a 1, el coeficiente de x. Pero si cambiamos h(x) en h(x + 3) = x2 + 7x + 14 veremos inmediatamente que el primo 7 divide al coeficiente de x y al término constante, y que 49 no divide a 14. Así, con el cambio introducido, logramos que el polinomio satisficiera el criterio de Eisenstein.
Otro caso notable es el del polinomio ciclotómico para un primo p. Esto es:
(xp − 1)/(x − 1) = xp − 1 + xp − 2 + ... + x + 1.
Aquí, el polinomio satisface el criterio de Eisenstein, en una nueva variable y, después de establecer x = y + 1. El coeficiente constante será entonces p; los otros coeficientes son divisibles por p por las propiedades de los coeficientes binomiales C(p,k) que son p! dividido por algo que no involucra a p.

## Prueba elemental
Considérese {\displaystyle f(x)} como un polinomio módulo {\displaystyle p}; esto es, redúzcanse los coeficientes al cuerpo {\displaystyle \mathbb {Z} /p\mathbb {Z} }. Entonces será {\displaystyle cx^{n}}para una constante {\displaystyle c} distinta de cero pues, por hipótesis, los coeficientes de los términos de grado {\displaystyle 0,1,\dots ,n-1} son todos múltiplos de {\displaystyle p}. Dado que los polinomios en {\displaystyle \mathbb {Z} /p\mathbb {Z} } (y, de hecho, en cualquier cuerpo) tienen una factorización única, cualquier factorización de {\displaystyle f\mod p} resultará en monomios.  
Ahora, si {\displaystyle f} no fuese irreducible sobre {\displaystyle \mathbb {Q} [x]} como polinomio entero, por el lema de Gauss, sería también reducible sobre {\displaystyle \mathbb {Z} [x]}, y podríamos escribirlo como {\displaystyle g\cdot h} no constantes en {\displaystyle \mathbb {Z} [x]}. Tenemos que {\displaystyle f\mod p} es entonces el producto de {\displaystyle g\mod p} y {\displaystyle h\mod p}. Estos últimos deben ser monomios, como acabamos de afirmar, por lo que tendremos que {\displaystyle g\mod p=d\cdot x^{k}} y {\displaystyle h\mod p=e\cdot x^{n-k}}, con {\displaystyle 1\leq k\leq n-1} y {\displaystyle d,e\in \mathbb {Z} } tales que {\displaystyle c=d\cdot e}. 
Vemos ahora que las condiciones dadas sobre {\displaystyle g\mod p} y {\displaystyle h\mod p} significan que {\displaystyle p^{2}} dividirá a {\displaystyle a_{0}}, ya que a0 será {\displaystyle g(0)\cdot h(0)} y {\displaystyle p} divide a ambos factores porque, por las anteriores descripciones de  {\displaystyle g\mod p} y {\displaystyle h\mod p}, el término de grado {\displaystyle 0} de cada polinomio se anula al reducirlos a {\displaystyle \mathbb {Z} /p\mathbb {Z} }. Esto contradice la hipótesis de que {\displaystyle p^{2}} no divide a {\displaystyle a_{0}}. 
La contradicción proviene de suponer que {\displaystyle f} no fuera reducible, por lo que necesariamente sí que lo es, con lo que hemos demostrado el teorema.

## Explicación avanzada
Aplicando la teoría del polígono de Newton para el campo de los números p-ádicos, para un polinomio de Eisenstein, se supone que tomaremos la menor envoltura convexa de los puntos.
(0,1), (1, v1), (2, v2), ..., (n − 1, vn-1), (n,0),
donde vi es la evaluación p-ádica de ai (es decir, la mayor potencia de p que lo divide). Ahora, los datos que tenemos sobre los vi for 0 < i < n, es decir, que existe por lo menos uno, es lo que necesitamos para concluir que la menor envoltura convexa es exactamente el único segmento de (0,1) a (n,0), con pendiente −1/n.
De la teoría general sabemos que p se ramifica completamente en la extensión de los números p-ádicos generados por una raíz de f. Por esa razón, f es irreducible sobre el campo p-ádico, y a fortiori sobre el campo de los números racionales.
Esta prueba es mucho más complicada que el argumento directo por reducción módulo p. Sin embargo, permite ver, en términos de teoría algebraica de números, la frecuencia con que puede aplicarse el criterio de Eisenstein después de algún cambio de variable; y así limita marcadamente la posible elección de p. 
De hecho sólo los primos p que se ramifiquen en la extensión de Q generada por una raíz de f tienen alguna posibilidad de servir. Pueden ser hallados en términos del discriminante de f. Por ejemplo, en el caso de x2 + x + 2 dado más arriba, el discriminante es −7, de modo que 7 es el único primo con posibilidades de satisfacer el criterio. Se torna, mod 7, en: 
(x − 3)2
— es inevitable la repetición de una raíz, ya que el discriminante es 0 mod 7. Por lo tanto el cambio de variable es algo realmente predecible.
Una vez más, para el polinomio ciclotómico se torna en:
(x − 1)p − 1 mod p;
Por métodos de álgebra lineal puede demostrarse que el discriminante es pp − 2 (excepto variación de signo).